# 3-吡啶基烟酰胺
3-吡啶基烟酰胺（3-pna）是一种双足的双吡啶有机配体，可由烟酰氯和3-氨基吡啶的反应制备。其吡啶环上的氮原子，如其异构体4-吡啶基烟酰胺上的，可以将其孤对电子配位至金属阳离子，允许其桥接金属中心并作为配位聚合物中的双齿配体。它可用于合成具有潜在应用可能的气体吸附性能的聚合物。